# Изабел Юпер
Изабѐл Юпѐр (на френски: Isabelle Huppert) е френска актриса и продуцент, носителка на Златен глобус, две награди Сезар, два приза „Златна палма“ на международния филмов фестивал в Кан, две купи Волпи на филмовия фестивал във Венеция и награда на БАФТА. Сред най-известните филми с нейно участие, фигурират „Тя“ (за който е номинирана за Оскар в категорията за най-добра актриса през 2017 г.), „Мадам Бовари“, „Дамата с камелиите“, „Осем жени“, „Пианистката“, „Плетачката на дантели“, „Виолет Нозиер“, „Церемонията“. 

## Биография
Изабел Юпер е родена на 16 март 1953 г. в Париж, в семейството на Реймон Юпер, индустриалец, и съпругата му Аник Бо, учителка по английски език и пианистка. Има три сестри и един брат – всички работещи в културната сфера.
След като завършва гимназията, Юпер развива уменията си във Версайската консерватория и успоредно посещава Института за Източни езици и цивилизации, където учи  руски език. Заедно с това посещава курсове по актьорско майсторство в École de la rue Blanche, след което се записва в Националната консерватория за драматично изкуство, където нейни преподаватели са известните Жан-Лоран Коше и Антоан Витез.
По време на дългогодишната си и особено активна кариера, освен във френски, актрисата се снима и в множество чуждестранни филми, сред които италиански, немски, полски, британски, американски, азиатски и сръбски продукции.
През 2017-та година е номинирана за Оскар в категорията "най-добра актриса" за филма "Тя" на режисьора Пол Верховен.
Особено активна и в театъра, играла е в представления по текстове на Антон Чехов, Тенеси Уилямс, Жан Расин, Фридрих Шилер и др., които се радват на огромен успех по най-престижните сцени не само във Франция и цяла Европа, но и в Азия, Северна Америка и Австралия. 
Понастоящем Изабел Юпер е собственик на продуцентска компания и на два кино салона в центъра на Париж, които тя управлява заедно със своя съпруг Ронал Шама и единият от техните двама синове, Лоренцо Шама. Дъщеря им, Лолита Шама, също е известна френска актриса.

## Кариера
Филмовата кариера на Изабел Юпер стартира през 1972 г., с второстепенни роли в три филма с режисьори Нина Компане, Ален Льован и Клод Соте. През 1974 г. Юпер е в ролята на тийнейджърката-бунтарка Жаклин в култовата продукция на режисьора Бертран Блие „Валсиращите“, която привлича близо шест милиона зрители в кино залите във Франция. Две години по-късно идва и първият от поредицата звездни моменти в кариерата на актрисата, когато тя е избрана да изпълни главната роля във филма „Плетачката на дантели“ на Клод Горета, който ѝ носи международна слава и награда на Британската академия за филмово и телевизионно изкуство в категория „най-обещаващ дебют в главна роля“, както и статуетката за „най-добра актриса“ на италианските национални награди „Давид Ди Донатело“ (италианският еквивалент на „Оскар“).

## Награди
- Награда на БАФТА за „най-обещаващ дебют в главна роля“ през 1978 г. за филма „Плетачката на дантели“.
- Награда „Златна палма“ на фестивала в Кан за „най-добра актриса“ през 1978 г. за филма „Виолет Нозиер“.
- Награда „Купа Волпи“ за „най-добра актриса“ на фестивала във Венеция през 1989 г. за филма „Историята на една жена“.
- Награда „Сезар“ за „най-добра актриса“ през 1996 г. за филма „Церемонията“.
- Награда „Златна палма“ на фестивала в Кан за „най-добра актриса“ през 2001 г. за филма „Пианистката“.
- Награда „Златен глобус“ за „най-добра актриса – категория драма“ през 2017 г. за филма „Тя“.
- Награда „Сезар“ за „най-добра актриса“ през 2017 г. за филма „Тя“.

## Избрана филмография
| Година | Филм                      | Оригинално заглавие                        | Роля                   | Режисьор         |
| ------ | ------------------------- | ------------------------------------------ | ---------------------- | ---------------- |
| 1974   | Валсиращите               | Les Valseuses                              | Жаклин                 | Бертран Блие     |
| 1977   | Плетачката на дантели     | La dentellière                             | Пом                    | Клод Горета      |
| 1978   | Виолет Нозиер             | Violette Nozière                           | Виолет Нозиер          | Клод Шаброл      |
| 1979   | Сестрите Бронте           | Les Sœurs Brontë                           | Ан Бронте              | Андре Тешине     |
| 1980   | Лулу                      | Loulou                                     | Нели                   | Морис Пиала      |
| 1980   | Да се спасява, който може | Sauve qui peut (la vie)                    | Изабел Ривиер          | Жан-Люк Годар    |
| 1980   | Вратите на рая            | Heaven's Gate                              | Ела Уотсън             | Майкъл Чимино    |
| 1981   | Дамата с камелиите        | La storia vera della signora delle camelie | Алфонсин Плесис        | Мауро Болонини   |
| 1981   | Безупречна репутация      | Coup de torchon                            | Роз                    | Бертран Таверние |
| 1981   | Крилете на гълъбицата     | Les ailes de la colombe                    | Мари                   | Беноа Жако       |
| 1981   | Дълбока вода              | Eaux profondes                             | Мелани                 | Мишел Девил      |
| 1982   | Страст                    | Passion                                    | Изабел                 | Жан-Люк Годар    |
| 1983   | Историята на Пиера        | Storia di Piera                            | Пиера                  | Марко Ферери     |
| 1985   | Торба възли               | Sac de nœuds                               | Роз-Мари Мартен        | Жозиан Баласко   |
| 1987   | Фалшив свидетел           | The Bedroom Window                         | Силвия                 | Къртис Хенсън    |
| 1988   | Историята на една жена    | Une affaire de femmes                      | Мари                   | Клод Шаброл      |
| 1988   | Ноар в Милано             | Milan noir                                 | Сара                   | Ронал Шама       |
| 1991   | Мадам Бовари              | Madame Bovary                              | Ема Бовари             | Клод Шаброл      |
| 1994   | Наводнение                | Наводнение                                 | София                  | Игор Минаев      |
| 1995   | Церемонията               | La cérémonie                               | Жана Маршал            | Клод Шаброл      |
| 2000   | Благодаря за шоколада     | Merci pour le chocolat                     | Мика Мюлер Полонски    | Клод Шаброл      |
| 2001   | Пианистката               | La pianiste                                | Ерика Кохут            | Михаел Ханеке    |
| 2002   | Осем жени                 | Huit femmes                                | Огюстин                | Франсоа Озон     |
| 2005   | Габриела                  | Gabrielle                                  | Габриела Ерве          | Патрис Шеро      |
| 2007   | Скрита любов              | L'amore nascosto                           | Даниела                | Алесандро Капоне |
| 2012   | Спящата красавица         | Bella addormentata                         | Дивина Мадре           | Марко Белокио    |
| 2016   | Тя                        | Elle                                       | Мишел Льоблан          | Пол Верховен     |
| 2017   | Госпожа Хайд              | Madame Hyde                                | Госпожа Джекил         | Серж Бозон       |
| 2020   | Кръстницата               | La daronne                                 | Пасианс Портфьо        | Жан-Пол Саломе   |
| 2022   | Сянката на Караваджо      | L'ombra di Caravaggio                      | Костанца Сфорца Колона | Микеле Плачидо   |
| 2023   | Синдикалистката           | La syndicaliste                            | Морийн Керне           | Жан-Пол Саломе   |
| 2024   | Съседите                  | Les gens d'à côté                          | Люси                   | Андре Тешине     |
| 2025   | Пътешественичката         | A Traveler's Needs                         | Французойката          | Хонг Санг-Су     |